# Hussard du Landret
Hussard du Landret, född 7 januari 2017, är en fransk varmblodig travhäst som tränas av sin ägare Benoît Robin och körs oftast av Robin själv eller Yoann Lebourgeois.
Han började tävla i september 2019 och inledde med en femteplats för att sedan ta sin första seger i nionde starten. Han har hittills sprungit in 782 160 euro på 56 starter, varav 9 segrar och 8 andraplatser samt 9 tredjeplatser. Karriärens hittills största segrar har kommit i Critérium des 5 ans (2022) och Prix de Paris (2024).
Han har även segrat i Prix de Chatéau-Chinon (2020), Prix Bellino II (2021), Prix Pierre Van Troyen (2021), Prix du Bois de Vincennes (2023) och Prix de Bretagne (2023). Samt kommit på andraplats i Prix de Berlin (2020), Critérium Continental (2021), Tour Europeen du Trotteur Francais (2022) och Prix du Bourbonnais (2022) och på tredjeplats i Prix Timocharis (2020), Prix Raymond Fouard (2021), Prix Octave Douesnel (2021), Prix Ovide Moulinet (2022).

## Statistik
| Statistik för Hussard du Landret (Ref.) | Statistik för Hussard du Landret (Ref.) | Statistik för Hussard du Landret (Ref.) | Statistik för Hussard du Landret (Ref.) | Statistik för Hussard du Landret (Ref.) | Statistik för Hussard du Landret (Ref.) |
| --------------------------------------- | --------------------------------------- | --------------------------------------- | --------------------------------------- | --------------------------------------- | --------------------------------------- |
| Starter                                 | Placeringar                             | Startprissumma                          | Segerprocent                            | Platsprocent                            | Rekord                                  |
| 56                                      | 9-8-9                                   | 782 160 euro                            | 16 %                                    | 46 %                                    | 1.10,3ak,                               |

### Större segrar
| År   | Lopp                | Kusk              | Vinstbelopp | Grupp   |
| ---- | ------------------- | ----------------- | ----------- | ------- |
| 2022 | Critérium des 5 ans | Benoît Robin      | 135 000 EUR | Grupp 1 |
| 2023 | Prix de Bretagne    | Benoît Robin      | 54 000 EUR  | Grupp 2 |
| 2024 | Prix de Paris       | Yoann Lebourgeois | 180 000 EUR | Grupp 1 |